# بورغ أون بريس
بورغ-أون-بريس (بالفرنسية: Bourg-en-Bresse)‏ هي بلدية فرنسية تقع في إقليم آن في فرنسا. رمز إنسي لها هو:1053. أما الرمز البريدي لها فهو: 1000.

## توأمة
لبورغ أون بريس اتفاقيات توأمة مع كل من:
- نامور
- باد كرويتسناخ
- بارما
- سان سيفيرو
- أيلزبري
- الكاف
- Brzeg [الإنجليزية]‏
- قرطبة

## أعلام
- كلود غاسبارد باشي دي ميزيرياك
- إدغار كينيه
- جيروم لالاند
- جوليان بنيتو
- فرانسوا كلير
- إرنيست نونغ
- روجر فايان